# 유치 (창성경후)
유치(劉齒, ? ~ ?)는 전한 후기의 제후로, 광천유왕의 손자이다.

## 행적
오봉 3년(기원전 55년), 아버지 유원의 뒤를 이어 창성후(昌成侯)에 봉해졌다.
시호를 경(頃)이라 하였고, 아들 유응이 작위를 이었다.

## 출전
- 반고, 《한서》 권15하 왕자후표 下

| 선대 아버지 창성절후 유원 | 전한의 창성후 기원전 55년 ~ ? | 후대 아들 창성희후 유응 |